# Aïllament sanitari en humans
L'aïllament representa una de les diverses mesures que es poden adoptar per implementar el control de la infecció. Es tracta d'una prevenció de la propagació de malalties contagioses d'un pacient a altres pacients, a professionals de la salut i a visitants, o de persones alienes a un pacient en particular (aïllament invers). Existeixen diverses formes d'aïllament, en algunes de les quals es modifiquen els procediments de contacte i en altres en què el pacient es manté allunyat de totes les altres.
L'aïllament s'utilitza més quan un pacient té una malaltia vírica o bacteriana contagiosa (transmissible de persona a persona).
S'utilitzen equips especials segons les diverses formes d'aïllament. Aquests solen incloure equips de protecció individual (bata, màscara i guants) i controls d'enginyeria (sales de pressió positiva, sales de pressió negativa, equips de flux d'aire laminar i diverses barreres mecàniques i estructurals). Es poden construir sales d'aïllament dedicades als hospitals o es poden designar unitats d'aïllament temporals en unes instal·lacions enmig d'una emergència epidèmica.
En alguns casos, sobretot en epidèmies, pot ser de gran utilitat l'aïllament domiciliari. En aquests casos parlen sovint de distanciació social per tota la situació d'aïllament d'una població i de les conseqüències socials d'aquestes mesures.